# فرودگاه شهرستان بروو
فرودگاه شهرستان بروو (به انگلیسی: Barrow County Airport) یک فرودگاه همگانی بهره‌برداری هوایی با کد یاتا WDR است که یک باند فرود آسفالت دارد و طول باند آن ۱۶۷۶ متر است. این فرودگاه در کشور ایالات متحده آمریکا قرار دارد و در ارتفاع ۲۸۷ متری از سطح دریا واقع شده‌است.